# Ardiana Merditaj
Ardiana Merditaj (* 24. Oktober 1994) ist eine kosovarische Handballspielerin, die dem Kader der kosovarischen Nationalmannschaft angehört.

## Karriere
Ardiana Merditaj begann das Handballspielen beim TSV Niederraunau. Im Jahre 2012 wechselte die damalige A-Jugendliche zum VfL Günzburg. Ab dem November 2015 besaß die Allrounderin bis zum Saisonende 2015/16 ein Zweitspielrecht für den Zweitligisten TSV Haunstetten. Als Merditaj in Saison 2016/17 nur noch beim VfL Günzburg im Kader stand, fiel sie jedoch schon am Saisonbeginn aus. Ab dem April 2017 lief sie für den TSV Ottobeuren auf. Nachdem Ottobeuren 2019 aus der Landesliga abgestiegen war, wechselte sie zum Württemberg-Ligisten FC Burlafingen. Nach der Saison 2019/20 verließ Merditaj den FC Burlafingen. Zur Saison 2021/22 kehrte Merditaj zum TSV Niederraunau zurück, für den sie bis zum Saisonende 2023/24 auflief.
Merditaj läuft für die kosovarische Nationalmannschaft auf. In der Qualifikation zur Europameisterschaft 2018 erzielte sie acht Treffer.